# Hypotrachyna swinscowii
Hypotrachyna swinscowii är en lavart som först beskrevs av Hale, och fick sitt nu gällande namn av Krog & Swinscow. Hypotrachyna swinscowii ingår i släktet Hypotrachyna och familjen Parmeliaceae.   Inga underarter finns listade i Catalogue of Life.